# Ženská národní rada
Ženská národní rada (ŽNR) var en kvinnoorganisation i Tjeckoslovakien, verksam 1923-1942.
Före 1918 hade de tjeckiska kvinnoföreningarna verkat under sin paraplyorganisation Ústřední spolek českých žen, men när Slovakien och Tjeckien förenades i ett land 1918 behövdes en ny paraplyorganisation. 
ŽNR fungerade som paraplyorganisation för kvinnoföreningarna i Tjeckien och Slovakien efter landets enande och självständighet 1918. 
Den bildades av Františka Plamínková, som blev dess första ordförande. 
Den upphörde under den nazistiska ockupationen. Efter andra världskriget upplöstes alla privata kvinnoföreningar och uppgick i Československý svaz žen.